# A Capital dos Mortos
A Capital dos Mortos é um filme brasileiro do gênero terror de 2008 dirigido por Tiago Belotti e escrito por Tiago Belotti e Mikael Bissoni, colaboração Rodrigo Huagha. Foi produzido por Fernanda Duarte, Éverton Rosa, Hermes Barreto e Rodrigo Luiz Martins/Rodrigo Huagha.
Em 2015, o filme ganhou a sequência chamada “A Capital dos Mortos 2 – Mundo Morto”.

## Sinopse
Em 1883, o padre italiano Dom Bosco teve uma visão que a humanidade seria testada e que a cidade de Brasília seria o grande palco. O padre também viu sobre três gerações de sessenta anos e que nas duas primeiras, as atitudes dos homens seriam avaliadas. No início da terceira geração a cidade começa a ser tomada por zumbis e um grupo de amigos terá que fazer o possível e impossível para sobreviver.

## Elenco
- Pablo Peixoto (André)
- Jean Carlo (Tio)